# Hambleton (distrikt)
Hambleton var mellan 1974 och 2023 ett distrikt i Storbritannien. Det låg i grevskapet North Yorkshire och riksdelen England, i den centrala delen av landet, 300 km norr om huvudstaden London. Distriktet hade 89 140 invånare (2011). Northallerton var administrativt centrum, andra större orter var Bedale, Thirsk och Easingwold.
Den 1 april 2023 blev det en del av den nya enhetskommunen North Yorkshire.